# Mimulus
Mimulus L., 1753 è un genere di piante della famiglia delle Phrymaceae. In base agli ultimi studi filogenetici alcune specie di questo genere dovrebbero essere rinominate in Diplacus Nutt., 1838, mentre altre specie dovrebbero essere descritte all'interno della tribù Leucocarpeae Conzatti (genere Erythranthe Spach).

## Etimologia
Il nome del genere deriva dal vocabolo greco "mimo" e indica i fiori che in qualche modo imitano il volto o, secondo altre interpretazioni, somigliano al volto di una scimmia o alle maschere ghignanti indossate dagli attori classici greci.
Il nome scientifico è stato definito da Linneo (1707 – 1778), conosciuto anche come Carl von Linné, biologo e scrittore svedese considerato il padre della moderna classificazione scientifica degli organismi viventi, nella pubblicazione "Species Plantarum - 2: 634. 1753" del 1753.

## Descrizione

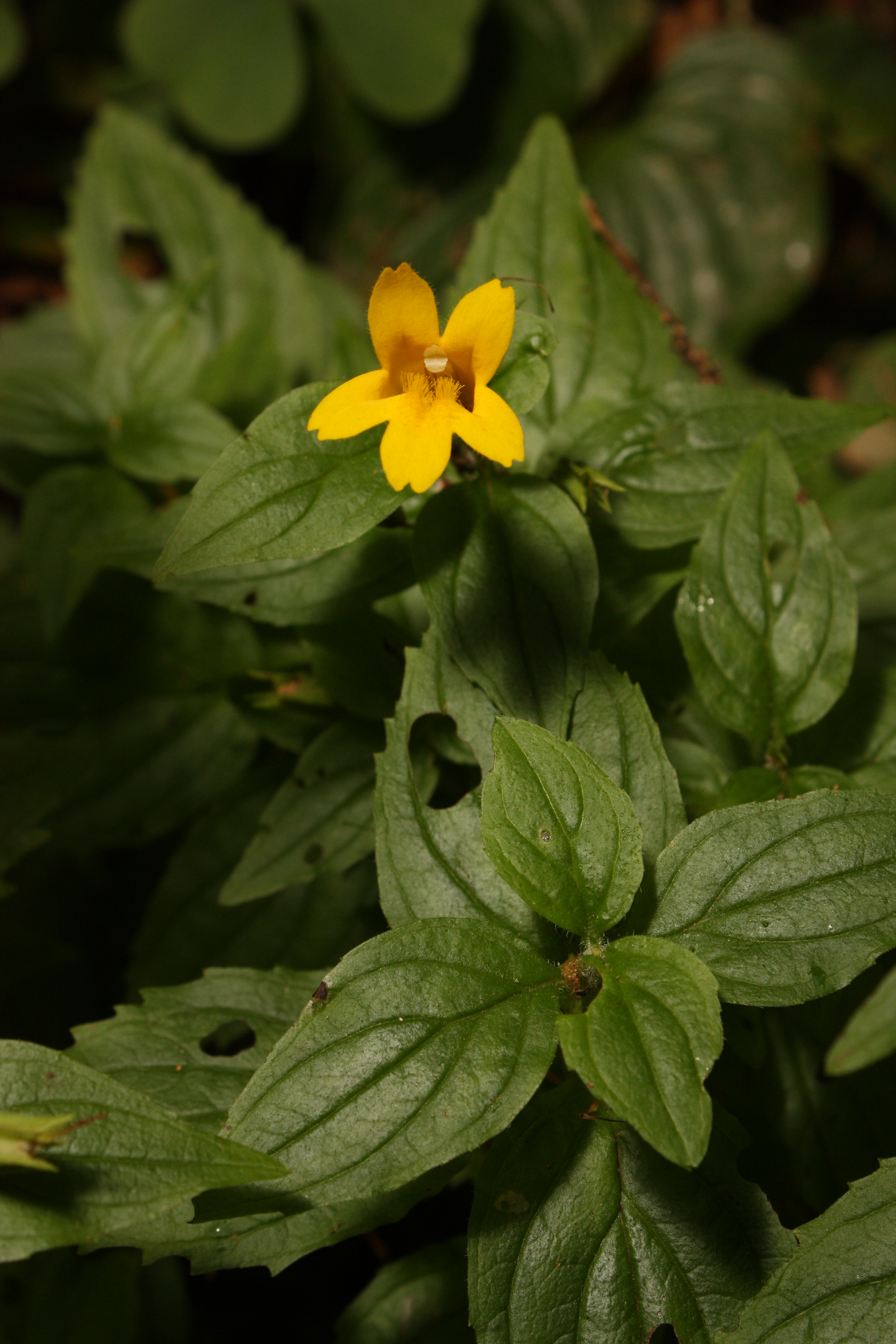
Il portamento
Mimulus dentatus

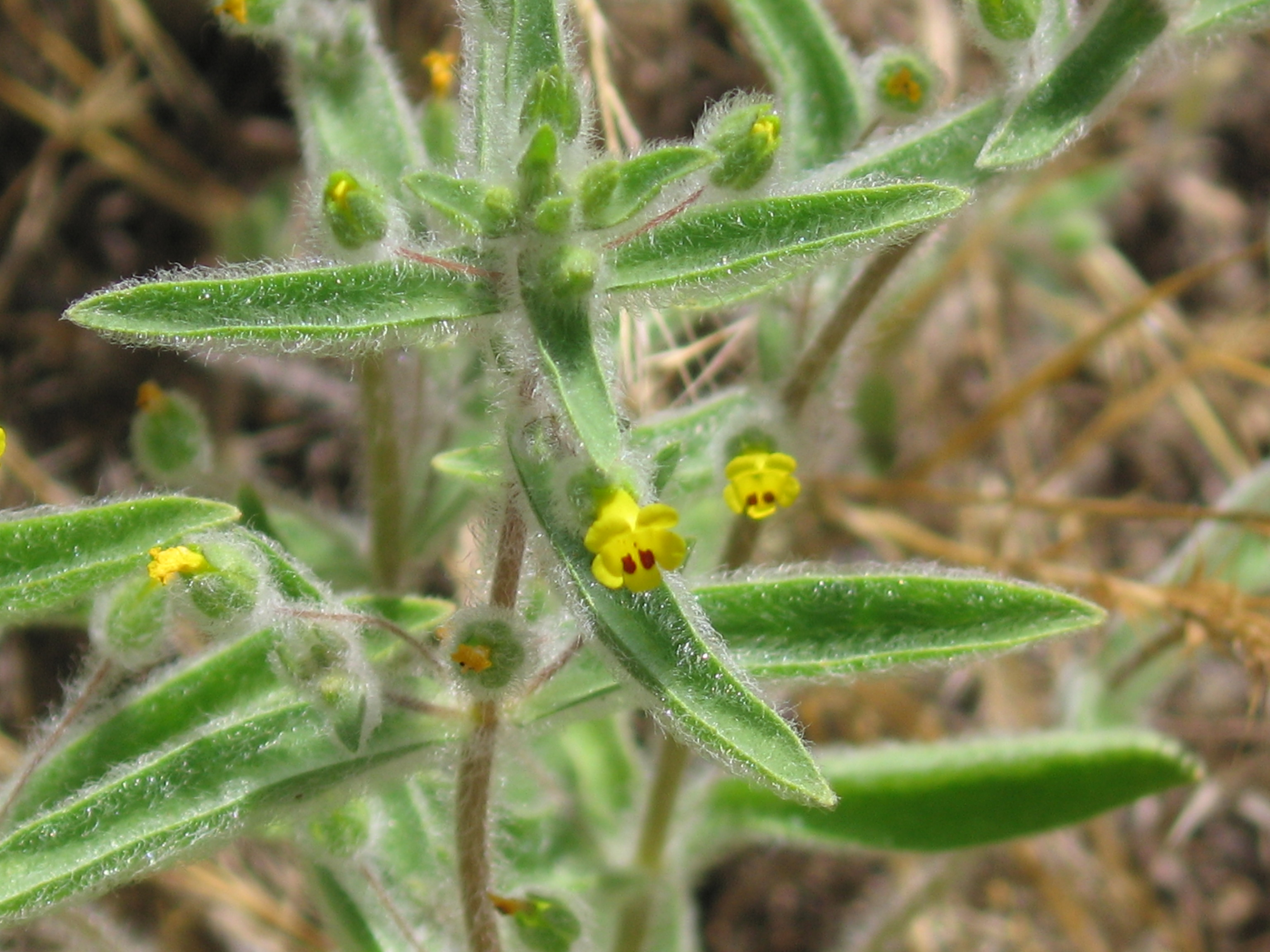
Le foglie
Mimulus pilosus

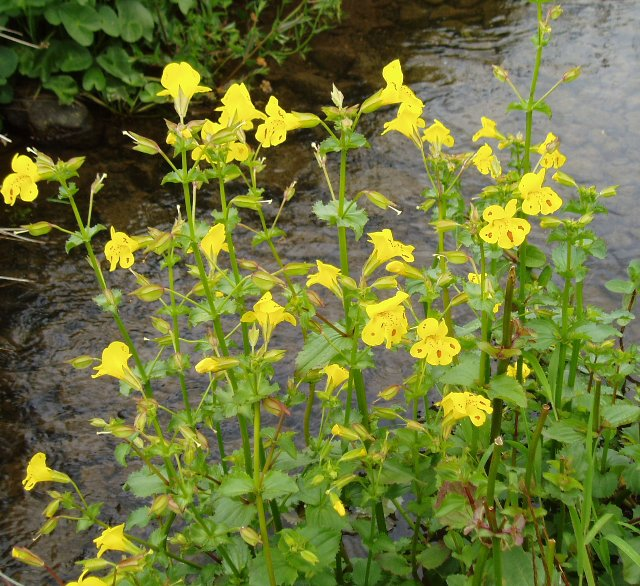
Infiorescenza
Mimulus luteus

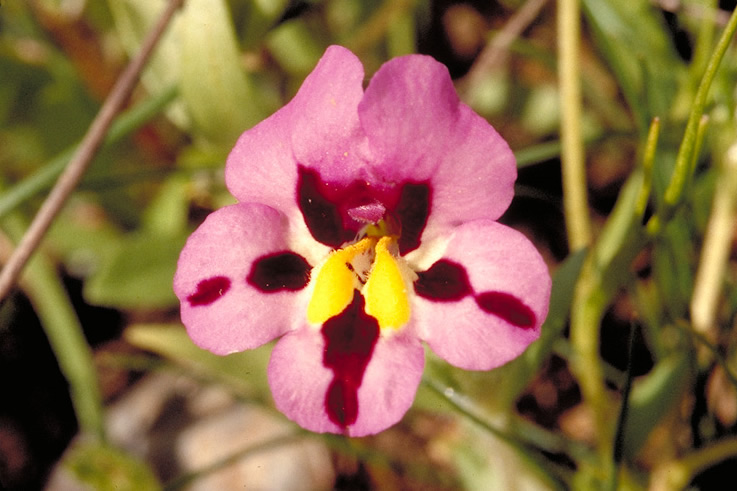
I fiori
Mimulus tricolor

(La seguente descrizione si riferisce al genere Mimulus l.s.)
Il portamento di queste piante è erbaceo o subarbustivo (raramente sono acquatiche). La superficie può essere sia glabra che pubescente; alcune specie sono vischiose.

### Radici
Le radici in maggioranza sono secondarie da rizoma.

### Fusto
La parte aerea del fusto varia da prostrata a ascendente o eretta. I nodi possono essere ingrossati. I fusti sono a sezione quadrangolare a causa della presenza di fasci di collenchima posti nei quattro vertici, mentre le quattro facce sono più o meno concave (a volte sono anche alati).

### Foglie
- Le foglie lungo il caule sono disposte in modo opposto a 2 a 2 e ogni verticillo fogliare è ruotato di 90° rispetto a quello sottostante. Sono presenti foglie basali disposte in rosette. Il picciolo nelle foglie inferiori è eretto-patente; quelle superiori sono sessili. La forma delle lamina varia da ovale a lineare-lanceolata con base tronca, apice acuto o ottuso e bordi interi o dentellati.

### Infiorescenza
Le infiorescenze sono formate da fiori peduncolati e solitari all'ascella delle foglie superiori (sono presenti anche raggruppamenti racemosi e corimbosi). L'infiorescenza è pubescente per peli ghiandolari. 

### Fiore
- I fiori sono ermafroditi tetraciclici (ossia formati da 4 verticilli: calice– corolla – androceo – gineceo) e pentameri (i verticilli del perianzio hanno 5 elementi).

- Formula fiorale. Per la famiglia di queste piante viene indicata la seguente formula fiorale:

x K (5), [C (2+3), A 2+2], G (2), supero, capsula.
- Il calice, più o meno attinomorfo e gamosepalo, è a forma tubolare-conica terminante con 5 denti disuguali. I denti sono lesiniformi e sono lunghi al massimo quanto la parte tubolare. Il calice può essere alato. Delle venature sono presenti tra i lobi. È accrescente alla fruttificazione.

- La corolla gamopetala è tubolosa (cilindrica) e bilabiata (zigomorfa) con struttura 2/3 e lobi patenti: il labbro inferiore è formato da 3 lobi (con quello centrale più grande), quello superiore da due lobi eretti. Il colore della corolla è bianco (con macchie porpora o blu) oppure giallastro con chiazze (o macchie) rosse (specialmente alle fauci). Altre colorazioni sono arancio, giallo, porpora o rosso.

- L'androceo è formato da 4 stami didinami inclusi nel tubo corollino (più bassi dello stigma). Gli stami maturano simultaneamente con lo stigma. I filamenti in genere sono glabri. Le antere sono formate da due teche uguali e confluenti all'apice.

- Il gineceo è bicarpellare (sincarpico - formato dall'unione di due carpelli connati) ed ha un ovario supero con forme da ovoidi a oblunghe; è pubescente-ghiandoloso. Lo stilo è filiforme e unico inserito all'apice dell'ovario con stigma bilobo. I due lobi dello stigma sono provvisti di una certa sensibilità per cui si rinchiudono con uno scatto improvviso quando sono "toccati" da un insetto pronubo che vi deposita sopra del polline di un'altra pianta; dal momento che lo stigma è più sporgente degli stami è urtato sempre per primo dall'insetto pronubo, così si evita l'autoimpollinazione.

### Frutti
- I frutti sono delle capsule ovali con deiscenza loculicida (a due valve) oppure sono indeiscenti. I semi, numerosi, sono finemente striati e/o reticolati.

## Riproduzione
- Impollinazione: l'impollinazione avviene tramite insetti (impollinazione entomogama) o il vento (impollinazione anemogama).[8]
- Riproduzione: la fecondazione avviene fondamentalmente tramite l'impollinazione dei fiori (vedi sopra).
- Dispersione: i semi cadendo (dopo aver eventualmente percorso alcuni metri a causa del vento - dispersione anemocora) a terra sono dispersi soprattutto da insetti tipo formiche (disseminazione mirmecoria).

## Distribuzione e habitat
La distribuzione delle specie di questo genere è prevalentemente americana (dal Nord America al Messico) con alcune specie in Eurasia e Africa tropicale. Alcune specie si trovano anche nell'areale australiano e pacifico.

### Distribuzione delle specie alpine
Entrambe le specie presenti sul territorio italiano si trovano sull'arco alpino. La tabella seguente mette in evidenza alcuni dati relativi all'habitat, al substrato e alla distribuzione delle specie alpine.
| Specie | Comunità vegetali | Piani vegetazionali | Substrato | pH     | Livello trofico | H2O     | Ambiente    | Zona alpina                    |
| --- | ----------------- | ------------------- | --------- | ------ | --------------- | ------- | ----------- | ------------------------------ |
| Mimulus guttatus | 7                 | montano collinare   | Si        | acido  | medio           | bagnato | A4 B9 D1 D2 | BZ TN (naturalizzata)          |
| Mimulus moschatus | 11                | montano collinare   | Ca - Si   | neutro | medio           | bagnato | A4 B9 D1 D2 | Alpi orientali (naturalizzata) |
| Legenda e note alla tabella. Substrato: con “Ca/Si” si intendono rocce di carattere intermedio (calcari silicei e simili). Zona alpina: vengono prese in considerazione solo le zone alpine del territorio italiano (sono indicate le sigle delle province). Comunità vegetali: 7 = comunità delle paludi e delle sorgenti; 11 = comunità delle macro- e megaforbie terrestri. Ambienti: A4 = ambienti umidi, temporaneamente inondati o a umidità variabile; B9 = coltivi umani; D1 = sorgenti e cadute d'acqua; D2 = bordi dei ruscelli. |                   |                     |           |        |                 |         |             |                                |

## Tassonomia
La famiglia di appartenenza di questo genere (Phrymaceae) comprende 13 generi con meno di 200 specie Il genere di questa voce attualmente è descritta nella tribù Mimuleae, una delle quattro tribù nella quale è divisa la famiglia.
Mimulus, dai giardinieri e coltivatori, è suddiviso in due gruppi: (1) piante a portamento quasi arbustivo e (2) piante a portamento erbaceo.
Il numero cromosomico delle specie di questo genere è: 2n = 28, 44, 46, 54, 60 e 64.

### Filogenesi

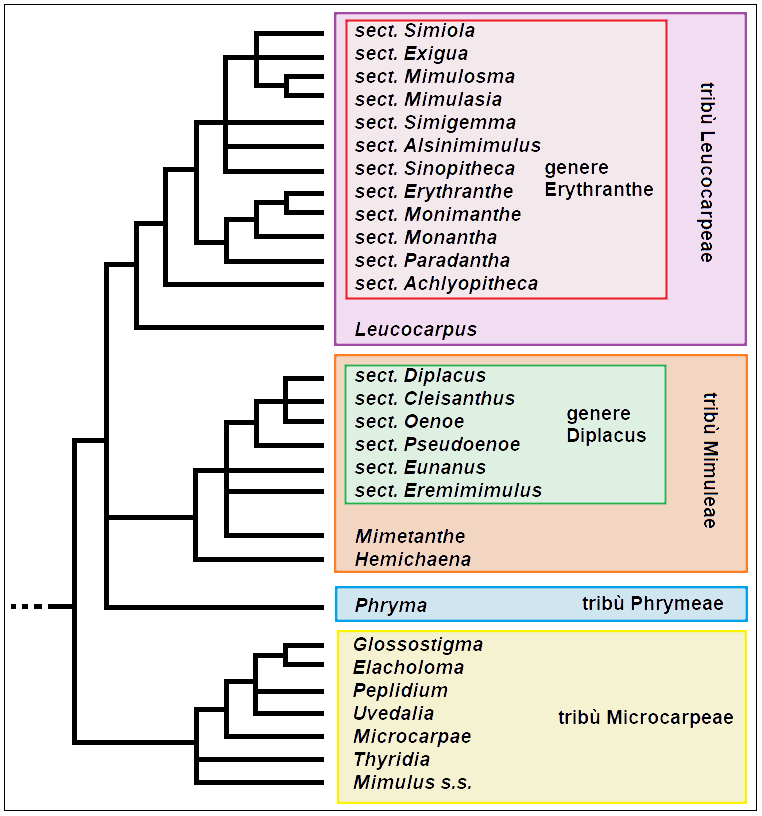
Cladogramma del genere

In base ad alcune ricerche sul DNA di tipo filogenetico la circoscrizione del genere andrebbe rivista. Dallo studio citato risulta che Mimulus non è monofiletico. Secondo la circoscrizione tradizionale del genere al suo interno si trovano nidificate diverse specie appartenenti a generi diversi: Hemichaena, Berendtiella (è un sinonimo di Hemichaena) e Leucocarpus. Inoltre alcune sue sezioni formano un clade separato con i generi Glossostigma e Peplidium.
Uno studio cladistico ancora più recente propone di dividere questo gruppo in sei nuovi generi. Qui di seguito sono elencati i caratteri distintivi dei nuovi generi e relativa circoscrizione formata con le specie derivate da Mimulus l.s..
Da un punto di vista filogenetico le varie specie del genere Mimulus l.s. sono così distribuite tra le tre tribù principali della famiglia Phrymaceae:
Erythranthe nella tribù Leucocarpeae.
Diplacus nella tribù Mimuleae.
Mimulus s.s., Thyridia, Uvedalia e Elacholoma: nella tribù Microcarpeae.
Il cladogramma a lato, tratto dallo studio citato, mostra la posizione filogenetica dei sei nuovi generi e delle varie sezioni.
| Carattere                   | Mimulus s.s. | Thyridia                                                    | Uvedalia                                                                  | Elacholoma                                                                              | Displacus                                                           | Erythranthe                                                                     |
| --------------------------- | --- | ----------------------------------------------------------- | ------------------------------------------------------------------------- | --------------------------------------------------------------------------------------- | ------------------------------------------------------------------- | ------------------------------------------------------------------------------- |
| Mumero specie               | 7 | 1                                                           | 2                                                                         | 2                                                                                       | 46                                                                  | 111                                                                             |
| Distribuzione               | Cosmopolita | Australia e Nuova Zelanda                                   | Australia e Nuova Guinea                                                  | Australia (zone aride)                                                                  | America                                                             | America e Eurasia                                                               |
| Portamento                  | erbe rizomatose terrestri o semi-acquatiche                                                                           | erbe annuali o perenni, semi-acquatiche (non rizomatose)    | erbe annuali terrestri non rizomatose                                     | erbe annuali terrestri o semi-acquatiche (non rizomatose)                               | erbe terrestri annuali o perenni                                    | erbe terrestri (o semi-acquatiche) annuali o perenni                            |
| Indumento                   | glabro | glabro                                                      | glabro o sparsamente (fino a densamente) spinoso                          | le foglie sono più o meno scabrose-ispide                                               | da pubescente-ghiandolare a villoso-ghiandolare                     | da pubescente-ghiandolare a villoso-ghiandolare (sono presenti anche peli irti) |
| Steli                       | erbacei, eretti e quadrangolari                                                                                       | prostrati a sezione rotonda                                 | eretti fino a 5 – 30 cm                                                   | prostrati                                                                               | erbacei o legnosi, eretti e a sezione rotonda                       | erbacei da prostrati a decombenti o eretti con sezione quadrangolare            |
| Foglie                      | picciolate o sessili, spesse-erbacee o carnose e margini dentati                                                      | semi-succulente con forme da ovate a ellittico-oblanceolate | erbacee o semi-succulente, lineari-lanceolate, sessili con margini interi | semi-succulente con forme da lineari-oblunghe a lineari-oblanceolate (lunghe 3 – 16 mm) | erbacee picciolate o sessili                                        | erbacee picciolate o sessili spesso ghiandolose                                 |
| Fiori                       | singoli e ascellari                                                                                                   | singoli e ascellari (subsessili o pedicellati)              | singoli e ascellari pedicellati                                           | singoli e ascellari (subsessili o pedicellati)                                          | singoli e ascellari                                                 | singoli e ascellari bratteati, oppure raggruppati in corimbi o racemi           |
| Pedicelli dei frutti        | corti o lunghi come il calice                                                                                         | da corti a lunghi                                           | lunghi 15 – 40 mm                                                         | lunghi fino a 10 – 15 mm                                                                | assenti o molto corti                                               | lunghi come il calice                                                           |
| Calice alla fruttificazione | eretto con venature mediane                                                                                           | lungo 3 – 5 mm con coste e corti lobi                       | semi-succulente lungo 5 – 7 mm con corti lobi                             | tubolare a coste con lobi deltoidi                                                      | eretto                                                              | eretto o pendente                                                               |
| Forma della corolla         | fortemente bilabiata e compressa sagittalmente                                                                        | tubo a imbuto lungo 5 – 10 mm con gola chiusa               | tubo lungo 4 – 7 mm, bilabiata con gola chiusa o aperta                   | tubo cilindrico con lobi patenti più o meno                                             | bilabiata regolare                                                  | decidua con lobi da fortemente a poco bilabiati                                 |
| Colore della corolla        | da blu a violetto, porpora, rosa o giallo                                                                             | blu-porpora con palato giallo o bianco                      | gialla o blu con gola gialla                                              | bianca o blu-porpora                                                                    | giallo, bianco con macchie porpora, rosa, violetto, rosso e arancio | colorazioni varie                                                               |
| Androceo                    | 4 stami con 2 teche                                                                                                   | 4 stami con 2 teche                                         | 4 stami con 2 teche                                                       | 2 - 4 stami con 2 teche confluenti                                                      | 4 stami con 2 teche                                                 | 4 stami con 2 teche                                                             |
| Gineceo                     | biloculare con placentazione assile                                                                                   | biloculare con placentazione assile                         | biloculare con placentazione assile                                       | biloculare con placentazione assile                                                     | biloculare con placentazione parietale                              | biloculare con placentazione assile                                             |
| Stilo                       | stigma bilamellare | stigma bilamellare                                          | stigma bilamellare                                                        | stigma bilobato con lobi da lamellari a filiformi                                       | stigma bilamellare                                                  | stigma bilamellare                                                              |
| Frutti                      | capsule, biloculari e deiscenti in modo loculicida, con molti semi e apici smussati, racchiuse nel calice persistente | capsule con pareti spesse a deiscenza loculicida            | capsule deiscenti loculicide con pareti spesse                            | capsule biloculari, deiscenti loculicide                                                | capsule con molti semi e apici smussati                             | capsule con molti semi e deiscenza loculicida                                   |
| Semi                        | superficie reticolata                                                                                                 | superficie a coste e zone areolate                          | superficie tassellata                                                     | superficie reticolata                                                                   | superficie da reticolata a liscia                                   | superficie da reticolata a liscia                                               |
| Numeri cromosomici          | 2n = 16, 22 e 24 | 2n = 20                                                     | ?                                                                         | ?                                                                                       | 2n = 16, 18 e 20                                                    | 2n = 26, 28, 30, 32, 48, 56, 60, 64, 92                                         |

#### GenereMimulus
Mimulus L., 1753: sono le uniche sette specie che rappresentano il genere Mimulus s.s..
- America del Nord e Messico:

- Mimulus alatus Sol. ex Ait., 1789.
- Mimulus ringens L., 1753.

- Australia:

- Mimulus gracilis R. Br., 1810.
- Mimulus aquatilis A.R. Bean, 2003.

- Africa, Madagascar, India:

- Mimulus strictus Benth. , 1835.
- Mimulus angustifolius Hochst. ex A. Rich., 1850.
- Mimulus madagascariensis Benth. in DC., 1846.

- Asia:

- Mimulus orbicularis Wall. ex Benth., 1835.

#### GenereThyridia
Thyridia  W.R. Barker & Beardsley, 2012: nuovo genere monotipo. 
- Thyridia repens (R. Br.) W.R. Barker & Beardsley, 2012 (ex. Mimulus repens R. Br., 1810).

#### GenereUvedalia
Uvedalia R. Br., 1810: genere risorto con due specie. 
- Uvedalia linearis R. Br., 1810 (ex. Mimulus linearis (R. Br.) Wettst., 1891).
- Uvedalia clementii (Domin) W.R. Barker & Beardsley, 1929 (ex. Mimulus clementii Domin, 1929).

#### GenereElacholoma
Elacholoma F. Muell. & Tate ex F. Muell., 1895: genere già esistente con una sola specie (E. hornii F. Muell. & Tate, 1895) a cui va aggiunta una seconda specie derivata da Mimulus.
- Elacholoma prostrata (Benth.) W.R. Barker & Beardsley, 2012 (ex. Mimulus prostratus Benth., 1846).

#### GenereDisplacus
Displacus Nutt., 1838: genere risorto per circoscrivere buona parte delle specie di Mimulus. Il genere è diviso in 6 sezioni.
- Diplactus sect. Eremimimulus G.L. Nesom & N.S. Fraga, 2012: nuova sezione con 2 specie. Distribuzione: America del Nord e Messico.

-  Diplacus parryi (A. Gray) G.L. Nesom & N.S. Fraga, 2012 (ex. Mimulus parryi A. Gray, 1876).
- Diplacus rupicola (Coville & A.L. Grant) G.L. Nesom & N.S. Fraga, 2012 (ex. Mimulus rupicola Coville & A.L. Grant, 1936).

- Diplactus sect. Eunanus (Benth.) G.L. Nesom & N.S. Fraga, 2012: nuova sezione con 20 specie. Distribuzione: America del Nord e Messico.

- Diplacus bigelovii (A. Gray) G.L. Nesom, 2012 (ex. Mimulus bigelovii (A. Gray) A. Gray, 1876).
- Diplacus bolanderi (A. Gray) G.L. Nesom, 2012 (ex. Mimulus bolanderi A. Gray, 1868).
- Diplacus brevipes (Benth.) G.L. Nesom, 2012 (ex. Mimulus brevipes Benth., 1835).
- Diplacus clivicola (Greenm.) G.L. Nesom, 2012 (ex. Mimulus clivicola Greenm., 1899).
- Diplacus compactus (D.M. Thompson) G.L. Nesom, 2012 (ex. Mimulus viscidus var. compactus D.M. Thompson, 2005).
- Diplacus constrictus (A.L. Grant) G.L. Nesom, 2012 (ex. Mimulus constrictus (A.L. Grant) Pennell, 1951).
- Diplacus cusickii (Greene) G.L. Nesom, 2012 (ex. Mimulus cusickii (Greene) Rattan, 1898).
- Diplacus fremontii (Benth.) G.L. Nesom, 2012 (ex. Mimulus fremontii (Benth.) A. Gray, 1876).
- Diplacus jepsonii (A.L. Grant) G.L. Nesom, 2012 (ex. Mimulus jepsonii A.L. Grant, 1925).
- Diplacus johnstonii (A.L. Grant) G.L. Nesom, 2012 (ex. Mimulus johnstonii A.L. Grant, 1925).
- Diplacus layneae (Greene) G.L. Nesom, 2012 (ex. Mimulus layneae (Greene) Jeps., 1901).
- Diplacus leptaleus (A. Gray) G.L. Nesom, 2012 (ex. Mimulus leptaleus A. Gray, 1876).
- Diplacus mephiticus (Greene) G.L. Nesom, 2012 (ex. Mimulus mephiticus Greene, 1884).
- Diplacus mohavensis (Lemmon) G.L. Nesom, 2012 (ex. Mimulus mohavensis Lemmon, 1884).
- Diplacus nanus (Hook. & Arn.) G.L. Nesom, 2012 (ex. Mimulus nanus Hook. & Arn., 1839).
- Diplacus ovatus (A. Gray) G.L. Nesom, Phytoneuron 2012 (ex. Mimulus ovatus (A. Gray) N.H. Holmgren, 1984).
- Diplacus rattanii (A. Gray) G.L. Nesom, 2012 (ex. Mimulus rattanii A. Gray, 1885).
- Diplacus vandenbergensis (D.M. Thomps.) G.L. Nesom, 2012 (ex. Mimulus fremontii var. vandenbergensis D.M. Thomps., 2005).
- Diplacus viscidus (Congdon) G.L. Nesom, 2012 (ex. Mimulus viscidus Congdon, 1900).
- Diplacus whitneyi (A. Gray) G.L. Nesom, 2012 (ex. Mimulus whitneyi A. Gray, 1886).

- Diplactus sect. Pseudoenoe (A.L. Grant) G.L. Nesom & N.S. Fraga, 2012: nuova sezione con una specie. Distribuzione: America del Nord e Messico.

- Diplacus pictus (Curran ex Greene) G.L. Nesom, 2012 (ex. Mimulus pictus (Curran ex Greene) A. Gray, 1886).

- Diplactus sect. Oenoe (A. Gray) G.L. Nesom & N.S. Fraga, 2012: nuova sezione con 4 specie. Distribuzione: America del Nord e Messico.

- Diplacus angustatus (A. Gray) G.L. Nesom, 2012 (ex. Mimulus angustatus (A. Gray) A. Gray, 1886).
- Diplacus pulchellus (Drew ex Greene) G.L. Nesom, 2012 (ex. Mimulus pulchellus (Drew ex Greene) A.L. Grant, 1925).
- Diplacus pygmaeus (A.L. Grant) G.L. Nesom, 2012 (ex. Mimulus pygmaeus A.L. Grant, 1925).
- Diplacus tricolor (Hartweg ex Lindl.) G.L. Nesom, 2012 (ex. Mimulus tricolor Hartweg ex Lindl., 1849).

- Diplactus sect. Diplacus: sezione con 9 specie. Distribuzione: America del Nord e Messico.

- Diplacus aridus Abrams, 1905 (ex. Mimulus aridus (Abrams) A.L. Grant, 1925).
- Diplacus aurantiacus (Curtis) Jeps., 1925 (ex. Mimulus aurantiacus Curtis, 1796).
- Diplacus calycinus Eastw., 1906 (ex. Mimulus longiflorus subsp. calycinus (Eastw.) Munz, 1958).
- Diplacus clevelandii (Brandegee) Greene, 1896 (ex. Mimulus clevelandii Brandegee, 1895).
- Diplacus grandiflorus Groenland, 1857 (ex. Mimulus bifidus Pennell, 1947).
- Diplacus longiflorus Nuttall, 1838 (ex. Mimulus longiflorus (Nutt.) A.L. Grant, 1923).
- Diplacus parviflorus Greene, 1887 (ex. Mimulus parviflorus (Greene) A.L. Grant, 1925).
- Diplacus puniceus Nutt., 1838 (ex. Mimulus puniceus (Nutt.) Steud., 1841).
- Diplacus rutilus (A.L. Grant) McMinn, 1951 (ex. Mimulus longiflorus var. rutilus A.L. Grant, 1925).
- Diplacus stellatus Kellogg, 1863 (ex. Mimulus stellatus (Kellogg) A.L. Grant, 1925).

- Diplactus sect. Cleisanthus (J.T. Howell) G.L. Nesom & N.S. Fraga, 2012: nuova sezione con 6 specie. Distribuzione: America del Nord e Messico.

- Diplacus congdonii (B.L. Rob.) G.L. Nesom, 2012 (ex. Mimulus congdonii B.L. Rob., 1891).
- Diplacus douglasii (Benth.) G.L. Nesom, 2012 (ex. Mimulus douglasii (Benth.) A. Gray, 1876).
- Diplacus kelloggii (Curran ex Greene) G.L. Nesom, 2012 (ex.  Mimulus kelloggii (Curran ex Greene) Curran ex A. Gray, 1886).
- Diplacus latifolius (A. Gray) G.L. Nesom, 2012 (ex. Mimulus latifolius A. Gray, 1876).
- Diplacus torreyi (A. Gray) G.L. Nesom, 2012 (ex. Mimulus torreyi A. Gray, 1876).
- Diplacus traskiae (A.L. Grant) G.L. Nesom, 2012 (ex. Mimulus traskiae A.L. Grant, 1923).

#### GenereErythranthe
Erythranthe Spach, 1838: anche questo genere è risorto per circoscrivere buona parte delle specie di Mimulus. Il genere è diviso in 12 sezioni.
- Erythranthe sect. Achlyopitheca N.S. Fraga & G.L. Nesom, 2012: nuova sezione con 3 specie. Distribuzione: America del Nord e Messico.

- Erythranthe inconspicua (A. Gray) G.L. Nesom, 2012 (ex. Mimulus inconspicuus A. Gray, 1857).
- Erythranthe acutidens (A. Gray) G.L. Nesom, 2012 (ex. Mimulus acutidens Greene, 1885).
- Erythranthe grayi (A.L. Grant) G.L. Nesom, 2012 (ex.Mimulus grayi A.L. Grant, 1925).

- Erythranthe sect. Paradantha (A.L. Grant) G.L. Nesom & N.S. Fraga, 2012: nuova sezione con 11 specie. Distribuzione: America del Nord e Messico.

- Erythranthe androsacea (Curran ex Greene) N.S. Fraga, 2012 (ex. Mimulus androsaceus Curran ex Greene, 1885).
- Erythranthe barbata (Greene) N.S. Fraga, 2012 (ex. Mimulus barbatus Greene, 1884).
- Erythranthe diffusa (A.L. Grant) N.S. Fraga, 2012 (ex. Mimulus diffusus A.L. Grant, 1925).
- Erythranthe discolor (A.L. Grant) N.S. Fraga, 2012 (ex. Mimulus discolor A.L. Grant, 1925).
- Erythranthe gracilipes (B.L. Rob.) N.S. Fraga, 2012 (ex. Mimulus gracilipes B.L.Rob., 1891).
- Erythranthe montioides (A. Gray) N.S. Fraga, 2012 (ex. Mimulus montioides A. Gray, 1868).
- Erythranthe palmeri (A. Gray) N.S. Fraga, 2012) (ex.Mimulus palmeri A. Gray, 1876).
- Erythranthe purpurea (A.L. Grant) N.S. Fraga, 2012 (ex. Mimulus purpureus A.L. Grant, 1925).
- Erythranthe rubella (A. Gray) N.S. Fraga, 2012 (ex. Mimulus rubellus A. Gray, 1859).
- Erythranthe shevockii (Heckard & Bacig.) N.S. Fraga, 2012 (ex. Mimulus shevockii Heckard & Bacig., 1986).
- Erythranthe suksdorfii (A. Gray) N.S. Fraga, 2012 (ex. Mimulus suksdorfii A. Gray, 1886).

- Erythranthe sect. Monantha G.L. Nesom & N.S. Fraga, 2012: nuova sezione con 2 specie. Distribuzione: America del Nord e Messico.

- Erythranthe linearifolia (A.L. Grant) G.L. Nesom & N.S. Fraga, 2012 (ex. Mimulus linearifolius (A.L. Grant) Pennell, 1951).
- Erythranthe primuloides (Benth.) G.L. Nesom & N.S. Fraga, 2012 (ex. Mimulus primuloides Benth., 1835).

- Erythranthe sect. Monimanthe  (Pennell) G.L. Nesom & N.S. Fraga, 2012: nuova sezione con 3 specie. Distribuzione: America del Nord e Messico.

- Erythranthe bicolor (Hartweg ex Benth.) G.L. Nesom & N.S. Fraga, 2012 (ex. Mimulus bicolor Hartweg ex Benth., 1849).
- Erythranthe breweri (Greene) G.L. Nesom & N.S. Fraga, 2012 (ex. Mimulus breweri (Greene) Coville, 1893).
- Erythranthe filicaulis (S. Watson) G.L. Nesom & N.S. Fraga, 2012 (ex. Mimulus filicaulis S. Watson, 1891).

- Erythranthe sect. Erythranthe: sezione con 7 specie. Distribuzione: America del Nord e Messico.

- Erythranthe cardinalis (Douglas ex Benth.) Spach, 1840 (ex. Mimulus cardinalis Douglas ex Benth., 1835).
- Erythranthe eastwoodiae (Rydb.) G.L. Nesom & N.S. Fraga, 2012 (ex. Mimulus eastwoodiae Rydb., 1913).
- Erythranthe lewisii (Pursh) G.L. Nesom & N.S. Fraga, 2012 (ex. Mimulus lewisii Pursh, 1814).
- Erythranthe parishii (Greene) G.L. Nesom & N.S. Fraga, 2012 (ex. Mimulus parishii Greene, 1885).
- Erythranthe verbenacea (Greene) G.L. Nesom & N.S. Fraga, 2012 (ex. Mimulus verbenaceus Greene, 1909).
- Erythranthe nelsonii (A.L. Grant) G.L. Nesom & N.S. Fraga, 2012 (ex. Mimulus nelsonii A.L. Grant, 1925).
- Erythranthe rupestris (Greene) G.L. Nesom & N.S. Fraga, 2012 (ex. Mimulus rupestris Greene, 1909).

- Erythranthe sect. Alsinimimulus G.L. Nesom & N.S. Fraga, 2012: nuova sezione con una specie. Distribuzione: America del Nord e Messico.

- Erythranthe alsinoides (Douglas ex Benth.) G.L. Nesom & N.S. Fraga, 2012 (ex. Mimulus alsinoides Douglas ex Benth., 1835).

- Erythranthe sect. Simigemma G.L. Nesom & N.S. Fraga, 2012: nuova sezione con una specie. Distribuzione: America del Nord (Colorado).

- Erythranthe gemmipara (W.A. Weber) G.L. Nesom & N.S. Fraga, 2012 (ex. Mimulus gemmiparus W.A. Weber, 1972).

- Erythranthe sect. Mimulosma G.L. Nesom & N.S. Fraga, 2012: nuova sezione con 17 specie. Distribuzione: America del Nord e Messico e Eurasia.

- Erythranthe ampliata (A.L. Grant) G.L. Nesom, 2012 (ex. Mimulus ampliatus A.L. Grant, 1925).
- Erythranthe arenaria (A.L. Grant) G.L. Nesom, 2012 (ex. Mimulus arenarius A.L. Grant, 1925).
- Erythranthe breviflora (Piper) G.L. Nesom, 2012 (ex. Mimulus breviflorus Piper, 1901).
- Erythranthe floribunda (Douglas ex Lindl.) G.L. Nesom, 2012 (ex. Mimulus floribundus Douglas ex Lindl., 1828).
- Erythranthe geniculata (Greene) G.L. Nesom, 2012 (ex. Mimulus geniculatus Greene, 1885).
- Erythranthe hymenophylla (Meinke) G.L. Nesom, 2012 (ex. Mimulus hymenophyllus Meinke, 1983).
- Erythranthe inflatula (Suksd.) G.L. Nesom, 2012 (ex. Mimulus inflatulus Suksd., 1927).
- Erythranthe inodora (Greene) G.L. Nesom, 2012 (ex. Mimulus inodorus Greene, 1885).
- Erythranthe jungermannioides (Suksd.) G.L. Nesom, 2012 (ex. Mimulus jungermannioides Suksd., 1900).
- Erythranthe latidens (A. Gray) G.L. Nesom, 2012 (ex. Mimulus latidens (A. Gray) Greene, 1894).
- Erythranthe moniliformis (Greene) G.L. Nesom, 2012 (ex. Mimulus moniliformis Greene, 1884).
- Erythranthe moschata (Douglas ex Lindl.) G.L. Nesom, 2012 (ex. Mimulus moschatus Douglas ex Lindl., 1828).
- Erythranthe norrisii (Heckard & Shevock) G.L. Nesom, 2012 (ex. Mimulus norrisii Heckard & Shevock, 1985).
- Erythranthe patula (Pennell) G.L. Nesom, 2012 (ex. Mimulus patulus Pennell, 1947).
- Erythranthe pulsiferae (A. Gray) G.L. Nesom, 2012 (ex. Mimulus pulsiferae A. Gray, 1876).
- Erythranthe washingtoniensis (Gand.) G.L. Nesom, 2012 (ex. Mimulus washingtoniensis Gand., 1919).
- Erythranthe stolonifera (Novopokr.) G.L. Nesom, 2012 (ex. Mimulus stolonifer Novopokr., 1949).

A questa sezione è da aggiungere le seguente nuova specie:
- Erythranthe austrolatidens G.L. Nesom, 2012

- Erythranthe sect. Mimulasia G.L. Nesom & N.S. Fraga, 2012: nuova sezione con 17 specie. Distribuzione: America e Asia.

- Erythranthe bhutanica (Yamazaki) G.L. Nesom, 2012 (ex. Mimulus bhutanicus Yamazaki, 1993).
- Erythranthe bodinieri (Vaniot) G.L. Nesom, 2012 (ex. Mimulus bodinieri Vaniot, 1905).
- Erythranthe inflata (Miq.) G.L. Nesom, 2012 (ex. Mimulus inflatus (Miq.) Nakai, 1919).
- Erythranthe karakormiana (Yamazaki) G.L. Nesom, 2012 (ex. Mimulus karakormianus Yamazaki, 1993).
- Erythranthe nepalensis (Benth.) G.L. Nesom, 2012 (ex. Mimulus nepalensis Benth., 1835).
- Erythranthe procera (A.L. Grant) G.L. Nesom, 2012 (ex. Mimulus nepalensis var. procerus A.L. Grant, 1925).
- Erythranthe szechuanensis (Y.Y. Pai) G.L. Nesom, 2012 (ex. Mimulus szechuanensis Y.Y. Pai, 1934).
- Erythranthe tenella (Bunge) G.L. Nesom, 2012 (ex. Mimulus tenellus Bunge, 1833).
- Erythranthe dentata (Nutt. ex Benth.) G.L. Nesom, 2012 (ex. Mimulus dentatus Nutt. ex Benth., 1846).
- Erythranthe orizabae (Benth.) G.L. Nesom, 2012 (ex. Mimulus orizabae Benth., 1846).

A questa sezione è da aggiungere le seguente nuova specie:
- Erythranthe sinoalba G.L. Nesom, 2012.

- Erythranthe sect. Sinopitheca G.L. Nesom & N.S. Fraga, 2012: nuova sezione con 5 specie. Distribuzione: America, Asia e Giappone.

- Erythranthe bracteosa (P.C. Tsoong) G.L. Nesom, 2012 (ex. Mimulus bracteosus P.C. Tsoong,  1955).
- Erythranthe platyphylla (Franch.) G.L. Nesom, 2012 (ex. Mimulus nepalensis var. platyphyllus Franch., 1888).
- Erythranthe sessilifolia (Maxim.) G.L. Nesom, 2012 (ex. Mimulus sessilifolius Maxim., 1874).
- Erythranthe tibetica (P.C. Tsoong & H.P. Yang) G.L. Nesom, 2012 (ex.Mimulus tibeticus P.C. Tsoong & H.P. Yang, 1979).
- Erythranthe bridgesii (Benth.) G.L. Nesom, 2012 (ex. Mimulus bridgesii (Benth.) Clos, 1849).

- Erythranthe sect. Exigua G.L. Nesom & N.S. Fraga, 2012: nuova sezione con una specie. Distribuzione: America del Nord.

- Erythranthe exigua (A. Gray) G.L. Nesom & N.S. Fraga, 2012 (ex. Mimulus exiguus A. Gray, 1885).

- Erythranthe sect. Simiola (Greene) G.L. Nesom & N.S. Fraga, 2012: nuova sezione con una specie. Distribuzione: America del Nord.

- Erythranthe arenicola (Pennell) G.L. Nesom, 2012 (ex. Mimulus guttatus subsp. arenicola Pennell, 1947).
- Erythranthe arvensis (Greene) G.L. Nesom, 2012 (ex. Mimulus arvensis Greene, 1887).
- Erythranthe brachystylis (Edwin) G.L. Nesom, 2012 (ex. Mimulus brachystylis Edwin, 1954).
- Erythranthe caespitosa (Greene) G.L. Nesom, 2012 (ex. Mimulus caespitosus (Greene) Greene, 1895).
- Erythranthe calciphila (Gentry) G.L. Nesom, 2012 (ex. Mimulus calciphilus Gentry, 1947).
- Erythranthe cordata (Greene) G.L. Nesom, 2012 (ex. Mimulus cordatus Greene, 1909).
- Erythranthe decora (A.L. Grant) G.L. Nesom, 2012 (ex. Mimulus decorus (A.L. Grant) Suksd., 1927).
- Erythranthe geyeri (Torr.) G.L. Nesom, 2012 (ex. Mimulus geyeri Torr. in Nicollet, 1843).
- Erythranthe glaucescens (Greene) G.L. Nesom, 2012 (ex. Mimulus glaucescens Greene, 1885).
- Erythranthe grandis (Greene) G.L. Nesom, 2012 (ex. Mimulus grandis§ (Greene) A.Heller, 1904).
- Erythranthe guttata (Fisch. ex DC.) G.L. Nesom, 2012 (ex. Mimulus guttatus§ Fisch. ex DC., 1813).
- Erythranthe hallii (Greene) G.L. Nesom, 2012 (ex. Mimulus hallii§ Greene, 1885).
- Erythranthe inamoena (Greene) G.L. Nesom, 2012 (ex. Mimulus inamoenus§ Greene, 1903).
- Erythranthe laciniata (A. Gray) G.L. Nesom, 2012 (ex. Mimulus laciniatus§ A. Gray, 1876).
- Erythranthe marmorata (Greene) G.L. Nesom, 2012 (ex. Mimulus marmoratus§ Greene, 1895).
- Erythranthe michiganensis (Pennell) G.L. Nesom, 2012 (ex. Mimulus glabratus subsp. michiganensis§ Pennell, 1935).
- Erythranthe microphylla (Benth.) G.L. Nesom, 2012 (ex. Mimulus microphyllus§ Benth., 1846).
- Erythranthe minor (A. Nelson) G.L. Nesom, 2012 (ex. Mimulus minor§ A. Nelson, 1904).
- Erythranthe corallina (Greene) G.L. Nesom, 2012 (ex. Mimulus corallinus§ Greene, 1896).
- Erythranthe nasuta (Greene) G.L. Nesom, 2012 (ex. Mimulus nasutus§ Greene, 1885).
- Erythranthe nudata (Curran ex Greene) G.L. Nesom, 2012 (ex. Mimulus nudatus§ Curran ex Greene, 1885).
- Erythranthe pardalis (Pennell) G.L. Nesom, 2012 (ex. Mimulus pardalis§ Pennell, 1947).
- Erythranthe parvula (Wooton & Standley) G.L. Nesom, 2012 (ex. Mimulus parvulus§ Wooton & Standley, 1913).
- Erythranthe scouleri (Hook.) G.L. Nesom, 2012 (ex. Mimulus scouleri§ Hook., 1838).
- Erythranthe thermalis (A. Nelson) G.L. Nesom, 2012 (ex. Mimulus thermalis§ A. Nelson, 1900).
- Erythranthe tilingii (Regel) G.L. Nesom, 2012 (ex. Mimulus tilingii§ Regel, 1869).
- Erythranthe unimaculata (Pennell) G.L. Nesom, 2012 (ex. Mimulus unimaculatus§ Pennell, 1940).
- Erythranthe utahensis (Pennell) G.L. Nesom, 2012 (ex. Mimulus glabratus var. utahensis§ Pennell, 1935).
- Erythranthe dentiloba (B.L. Rob. & Fernald) G.L. Nesom, 2012 (ex. Mimulus dentilobus§ B.L. Rob. & Fernald, 1894).
- Erythranthe glabrata (Kunth) G.L. Nesom, 2012 (ex. Mimulus glabratus§ Kunth, 1817).
- Erythranthe madrensis (Seem.) G.L. Nesom, 2012 (ex. Mimulus madrensis§ Seem., 1856).
- Erythranthe pallens (Greene) G.L. Nesom, 2012 (ex. Mimulus pallens§ Greene, 1909).
- Erythranthe pennellii (Gentry) G.L. Nesom, 2012 (ex. Mimulus pennellii§ Gentry, 1947).
- Erythranthe andicola (Kunth) G.L. Nesom, 2012 (ex. Mimulus andicola§ Kunth, 1817).
- Erythranthe cuprea (Dombrain) G.L. Nesom, 2012 (ex. Mimulus cupreus§ Dombrain, 1862).
- Erythranthe depressa (Phil.) G.L. Nesom, 2012 (ex. Mimulus depressus§ Phil., 1860).
- Erythranthe lacerata (Pennell) G.L. Nesom, 2012 (ex. Mimulus laceratus§ Pennell, 1929).
- Erythranthe lutea (L.) G.L. Nesom, 2012 (ex. Mimulus luteus§ L., 1763).
- Erythranthe acaulis (Phil.) G.L. Nesom, 2012 (ex. Mimulus acaulis§ Phil., 1895).
- Erythranthe naiandina (J.M. Watson & C. von Bohlen) G.L. Nesom, 2012 (ex. Mimulus naiandinus§ J.M. Watson & C. von Bohlen, 2000).
- Erythranthe parviflora (Lindl.) G.L. Nesom, 2012 (ex. Mimulus parviflorus§ Lindl., 1825).
- Erythranthe pilosiuscula (Kunth) G.L. Nesom, 2012 (ex. Mimulus pilosiusculus§ Kunth, 1817).

A questa sezione sono da aggiungere le seguenti nuove specie:
- Erythranthe brevinasuta G.L. Nesom, 2012.
- Erythranthe charlestonensis G.L. Nesom, 2012.
- Erythranthe chinatiensis G.L. Nesom, 2012.
- Erythranthe regni G.L. Nesom, 2012.
- Erythranthe brevinasuta G.L. Nesom, 2012.
- Erythranthe visibilis G.L. Nesom, 2012.

### Specie spontanee italiane
In Italia nella flora spontanea sono presenti due specie di questo genere. Entrambe sono originarie dell'America e si sono naturalizzate sul territorio italiano:
- Mimulus guttatus DC. - Mimolo giallo (ora chiamata Erythranthe guttata (Fisch. ex DC.) G.L. Nesom, 2012): l'altezza varia da 2 a 5 dm; il ciclo biologico è perenne; la forma biologica è emicriptofita scaposa (H scap); il tipo corologico è Nord Americano; l'habitat tipico sono le radure, le siepi e i cespuglieti umidi; la distribuzione sul territorio italiano è relativa al Nord (naturalizzata) fino altitudine di 1200 m s.l.m..
- Mimulus moschatus Douglas - Mimolo (ora chiamata Erythranthe moschata (Douglas ex Lindl.) G.L. Nesom, 2012): l'altezza varia da 2 a 5 dm; il ciclo biologico è perenne; la forma biologica è emicriptofita scaposa (H scap); il tipo corologico è Nord Americano; l'habitat tipico sono le radure, le siepi e i cespuglieti umidi; sul territorio italiano si trova solo in Piemonte (naturalizzata) fino altitudine compresa tra 100 e 1200 m s.l.m..

Le due specie si distinguono per i seguenti caratteri:
| Specie       | Calice                                             | Corolla                        | Petali                                         |
| ------------ | -------------------------------------------------- | ------------------------------ | ---------------------------------------------- |
| M. guttatus  | I denti del calice sono disuguali                  | La corolla è più grande (4 cm) | I petali sono gialli con vistose macchie rosse |
| M. moschatus | I denti del calice sono più o meno uguali fra loro | La corolla è piccola (2 cm)    | I petali sono completamente gialli             |

In Europa è presente anche la specie Mimulus luteus L. (ora chiamata Erythranthe lutea (L.) G.L. Nesom, 2012), naturalizzata nella Penisola Balcanica.